# 13 prairial
13 floréal 13 messidor
Le tridi 13 prairial, officiellement dénommé jour du pois, est le 253e jour de l'année du calendrier républicain.
C'était généralement le 1re jour du mois de juin dans le calendrier grégorien.